# Rue Georges-Bernard
 (avril 2024).
La mise en forme du texte ne suit pas les recommandations de Wikipédia : il faut le « wikifier ».
Les points d'amélioration suivants sont les cas les plus fréquents. Le détail des points à revoir est peut-être précisé sur la page de discussion.
- Les titres sont pré-formatés par le logiciel. Ils ne sont ni en capitales, ni en gras.
- Le texte ne doit pas être écrit en capitales (les noms de famille non plus), ni en gras, ni en italique, ni en « petit »…
- Le gras n'est utilisé que pour surligner le titre de l'article dans l'introduction, une seule fois.
- L'italique est rarement utilisé : mots en langue étrangère, titres d'œuvres, noms de bateaux, etc.
- Les citations ne sont pas en italique mais en corps de texte normal. Elles sont entourées par des guillemets français : « et ».
- Les listes à puces sont à éviter, des paragraphes rédigés étant largement préférés. Les tableaux sont à réserver à la présentation de données structurées (résultats, etc.).
- Les appels de note de bas de page (petits chiffres en exposant, introduits par l'outil «  Source ») sont à placer entre la fin de phrase et le point final[comme ça].
- Les liens internes (vers d'autres articles de Wikipédia) sont à choisir avec parcimonie. Créez des liens vers des articles approfondissant le sujet. Les termes génériques sans rapport avec le sujet sont à éviter, ainsi que les répétitions de liens vers un même terme.
- Les liens externes sont à placer uniquement dans une section « Liens externes », à la fin de l'article. Ces liens sont à choisir avec parcimonie suivant les règles définies. Si un lien sert de source à l'article, son insertion dans le texte est à faire par les notes de bas de page.
- La présentation des références doit suivre les conventions bibliographiques. Il est recommandé d'utiliser les modèles {{Ouvrage}}, {{Chapitre}}, {{Article}}, {{Lien web}} et/ou {{Bibliographie}}. Le mode d'édition visuel peut mettre en forme automatiquement les références.
- Insérer une infobox (cadre d'informations à droite) n'est pas obligatoire pour parachever la mise en page.

Pour une aide détaillée, merci de consulter Aide:Wikification.
Si vous pensez que ces points ont été résolus, vous pouvez retirer ce bandeau et améliorer la mise en forme d'un autre article.
La rue Georges-Bernard est une rue d'Évreux dans le département de l'Eure, en Normandie (France). Elle tire son nom d'un ancien maire d'Évreux Georges Bernard. Anciennement appelée rue Villaine, elle sert l'ancien axe de communication allant vers Louviers et Rouen partant du Castrum romain.

## Son histoire

### Controverse
La rue Georges Bernard tire son nom du maire d'Evreux Georges Bernard ; le nouveau nom de la rue fut l'objet d'une controverse car ce fut un maire non élu mais nommé par le pouvoir gaulliste à la libération d'Évreux en remplacement d'Augustin Thierry maire nommée par le régime de Vichy,.

### Une rue d'écrivains et de peintre

#### Dans le roman policier
Cette rue est mentionnée dans un roman policier de 1980 de Claude Pican la guerre des truands où l'intrigue se situe dans la rue.

#### Chez Céline
Louis Ferdinand Destouches alias Céline écrivain lauréat du prix Goncourt et collaborateur notoire durant la Seconde Guerre mondiale évoque Évreux et cette rue dans son dernier roman publié à tire posthume. Il appelle cette rue "l'encerclement" relaté dans son roman Guerre.

#### Maurice Denis

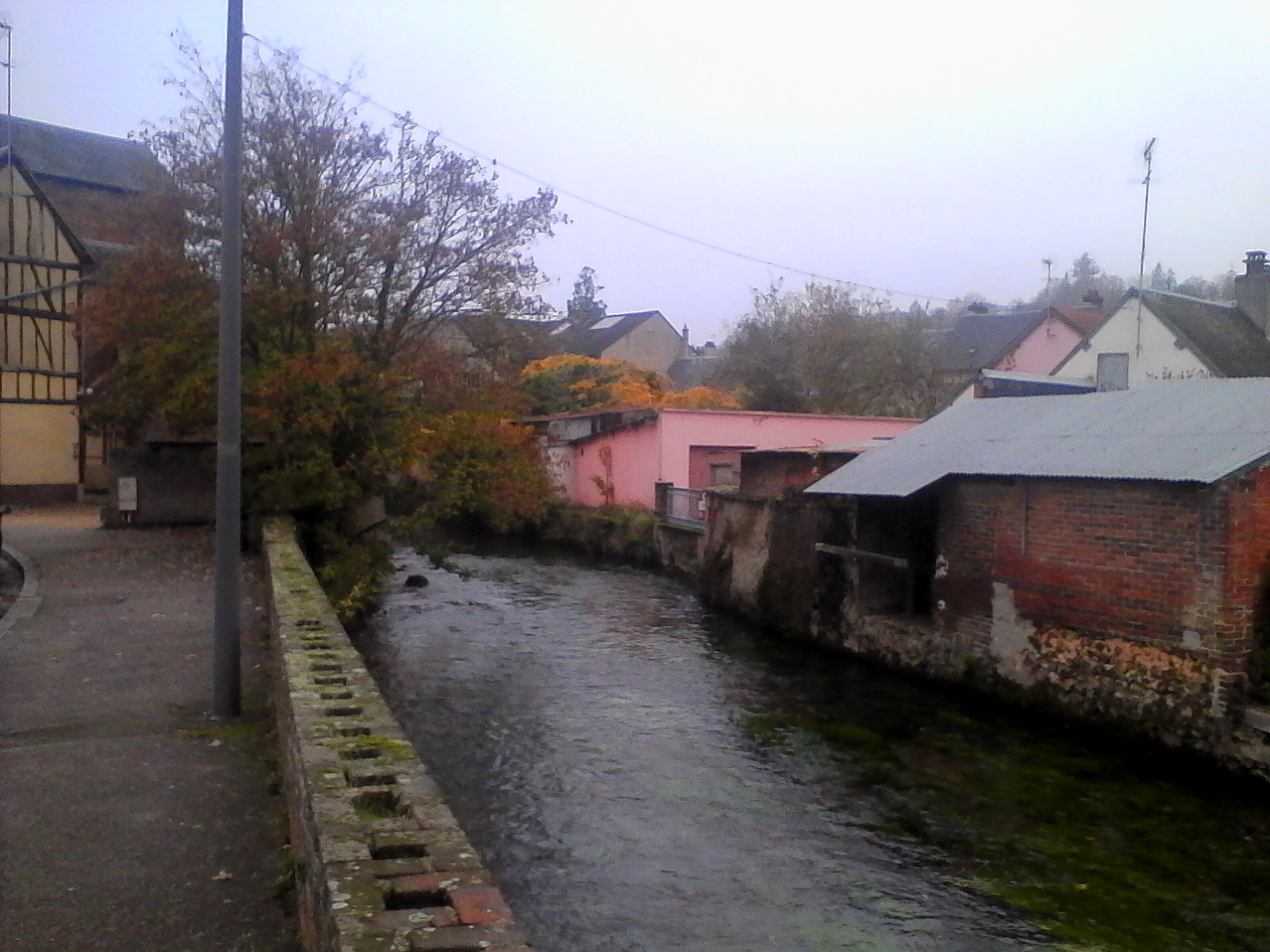
Lavoir rue Georges Bernard

Maurice Denis le peintre postimpressionniste a vécu dans la rue en montant vers la rue de Vernon dans une maison aujourd'hui détruite dans le bombardement de 1944. Durant ce séjour ébreucien il réalisa des vues de la cathédrale d'Évreux aujourd'hui exposées au musée d'Évreux.

## Site remarquable
no 3 - Couvent des Ursulines, où fut éduquée la marquise de Pompadour au XVIIIe siècle, aujourd'hui caserne de gendarmerie,

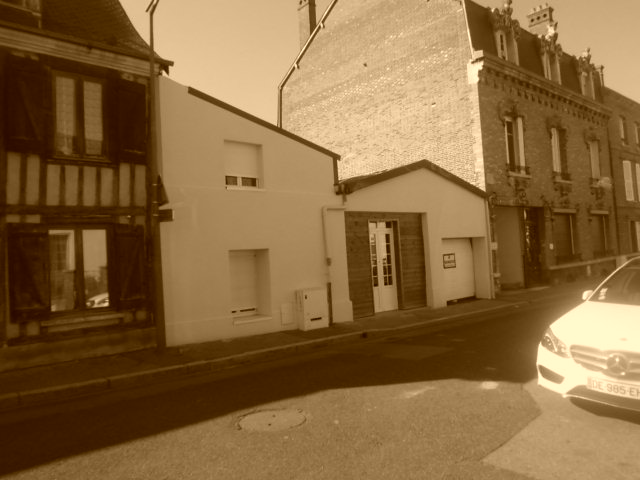
Centre évangélique d'Évreux

Vers la rue de Vernon, lavoir du XIXe siècle en bon état de conservation et église évangélique en architecture minérale
no 28 maison de l'ancien maire d'Évreux Georges Bernard
no 35 maison du peintre Maurice Denis.